# Martutene

Ubicació de Martutene

Martutene és un barri de la ciutat de Sant Sebastià, al costat del riu Urumea, entre els barri de Loiola i el municipi de Astigarraga. Segons el cens de 2004 tenia 2.712 habitants.
En aquest barri s'hi situa l'única presó de la província de Guipúscoa. Des de 2006 el barri compta amb un equip de futbol que juga a Regional preferent, és el Martutene KE. Celebra les festes el dia 12 d'octubre, amb una interessant fira de sidra o Sagardo Eguna, amb la presència dels agricultors de la zona que ofereixen els seus productes regionals i tradicionals.

## Història
El barri pren el nom del caseriu Martutene, avui bar "El Estanco", al costat del pont que creua l'Urumea. Es té constància que aquest pont i el caseriu existien ja l'any 1841, per una carta dirigida a l'alcalde de Sant Sebastià el 7 de març de 1846 demanant l'aprovació de 670 rals per reparar el pont de fusta que es trobava en mal estat.
El començament del barri de Martutene com tal es produeix quan, impulsat pel president de la companyia del tramvia que unia Sant Sebastià i Hernani a través de la vega de l'Urumea, un grup d'empresaris promou la construcció d'una sèrie de cases de camp, al voltant d'un gran parc destinat a l'oci i a l'esport. El parc estava en els terrenys del caseriu Larrañategui, on es troba l'antic Col·legi dels Agustins en l'actualitat.
L'any 1906 es construeixen les primera cases pairals, al marge esquerre de l'Urumea, prop del pont i del caseriu Martutene. Es pot dir que aquests primers palauets i el parc d'esbarjo són l'origen del barri. L'any 1908 s'inaugura una plaça de toros, ja al marge dret però a causa del poc èxit és enderrocada en 1923 i es construeixen una sèrie de cases unifamiliars. El parc va ser tancat en 1912, però va continuar sent lloc d'excursions i romiatges pel que l'any 1929 es van obrir els jardins, que van passar a denominar-se Campos Elíseos.
En 1948 es va inaugurar entre Loiola i Martutene el centre penitenciari. Per llavors el barri ja havia començat a canviar, amb la creació de petites fàbriques i tallers, adquirint el barri un caràcter més industrial en contra del caràcter aristocràtic i lúdic que havia tingut en els seus orígens.
En l'actualitat, és un entorn de caràcter rural, industrial i residencial, on conviuen caserius (cada vegada menys), sidreries, viles, i blocs de cases amb petites i mitges indústries. Existeixen una sèrie de grans projectes i infraestructures que ja han modificat l'entorn i van a afectar en gran manera al barri, com són: segon cinturó de Sant Sebastià, projecte per a un nous habitatges a Antondegi, tren d'alta velocitat, etc.

## Presó de Martutene
La presó de Martutene és l'únic centre penitenciari situat a Guipúscoa. Posseeix una capacitat per 150 reclusos encara que a principis de 2007 tenia ingressats 320 presos. Aquesta presó va ser construïda el 1948 i encara que ha sofert diverses reformes es troba en un estat obsolet i es preveu el seu tancament a mitjà termini amb la construcció d'una nova presó a Guipúscoa.
La presó sol considerar-se aproximadament com la frontera entre els barris de Loiola i Martutene i encara que porta el nom del segon dels barris, l'ajuntament de Sant Sebastià en la seva llista de carrers municipal la considera com a part de Loiola.